# Bitwa pod St. Jakob an der Birs
Bitwa pod St. Jakob an der Birs – starcie zbrojne, które miało miejsce 26 sierpnia 1444 r. podczas szwajcarskiej wojny domowej (1436–1450).
W bitwie 1500 szwajcarskich chłopów stawiło opór 15 tys. rycerzy i najemników z Francji. Zaciętość toczonych walk, które doprowadziły do śmierci niemal wszystkich obrońców, spowodowały, że zwycięscy Francuzi zrezygnowali z najazdu na Szwajcarię.
W XIX i XX wieku bitwa ta była interpretowana jako heroiczna próba ratowania Bazylei i całej Szwajcarii przed agresją. W 1824 odsłonięto pierwszy pomnik ku czci obrońców, a w 1872 obecny. Na podstawie dzisiejszego stanu wiedzy historycznej w roku 2002 zdecydowano o rezygnacji z organizowania uroczystości upamiętniających bitwę.